# 滿長武
滿長武（？—？），山陽昌邑人，滿寵之孫、滿偉之子，身長八尺，二十四歲時，為大將軍掾。

## 生平
甘露五年（公元260年），曹髦攻打司馬昭時，司馬榦（滿長武姑父）聞訊欲入閶闔掖門，當時守門的司馬昭掾滿長武和孫佑等不讓他進入，只讓司馬榦走東掖門，司馬昭問司馬榦為何來遲，司馬榦據實以告。時任參軍的王羨亦被阻擋在外而對滿長武不滿。於是滿長武遭王羨諂毀。
後來滿長武被考訊杖死，其父滿偉亦受牽連被貶為庶民，當時的人都覺得他受了冤屈。